# Simona Mihăescu
Simona Mihăescu (n. 12 august 1969, București, România) este o actriță română de film, teatru, televiziune și voce. 

## Biografie
A absolvit Academia de Teatru și Film "I.L. Caragiale", promoția 1998, la clasa profesorilor Alexandru Repan, Victor Ștrengaru și Mitică Popescu. A debutat în teatru pe scena Teatrului Mic în spectacolul Cum vă place după William Shakespeare, regia Nona Ciobanu. Din 1997 este actriță a Teatrului Mic.

## Filmografie
- Zîmbet de Soare (1988)
- Aurul alb, regia Ovidiu Drăgănescu
- Nelu, regia D.M. Doroftei
- Cenușa păsării din vis, regia D.M. Doroftei
- Căpitanul Conan (1996), regia Bertrand Tavernier
- Don Juan sau dragostea pentru geometrie, regia Eugen Todoran
- Corul pompierilor, regia Cristian Mungiu

State de România-Francesca Bubuleanu

## Televiziune
- "Ia-mă acasă"
- "Rețeta de acasă"
- "Acasă în bucătărie"

## Spectacole de teatru

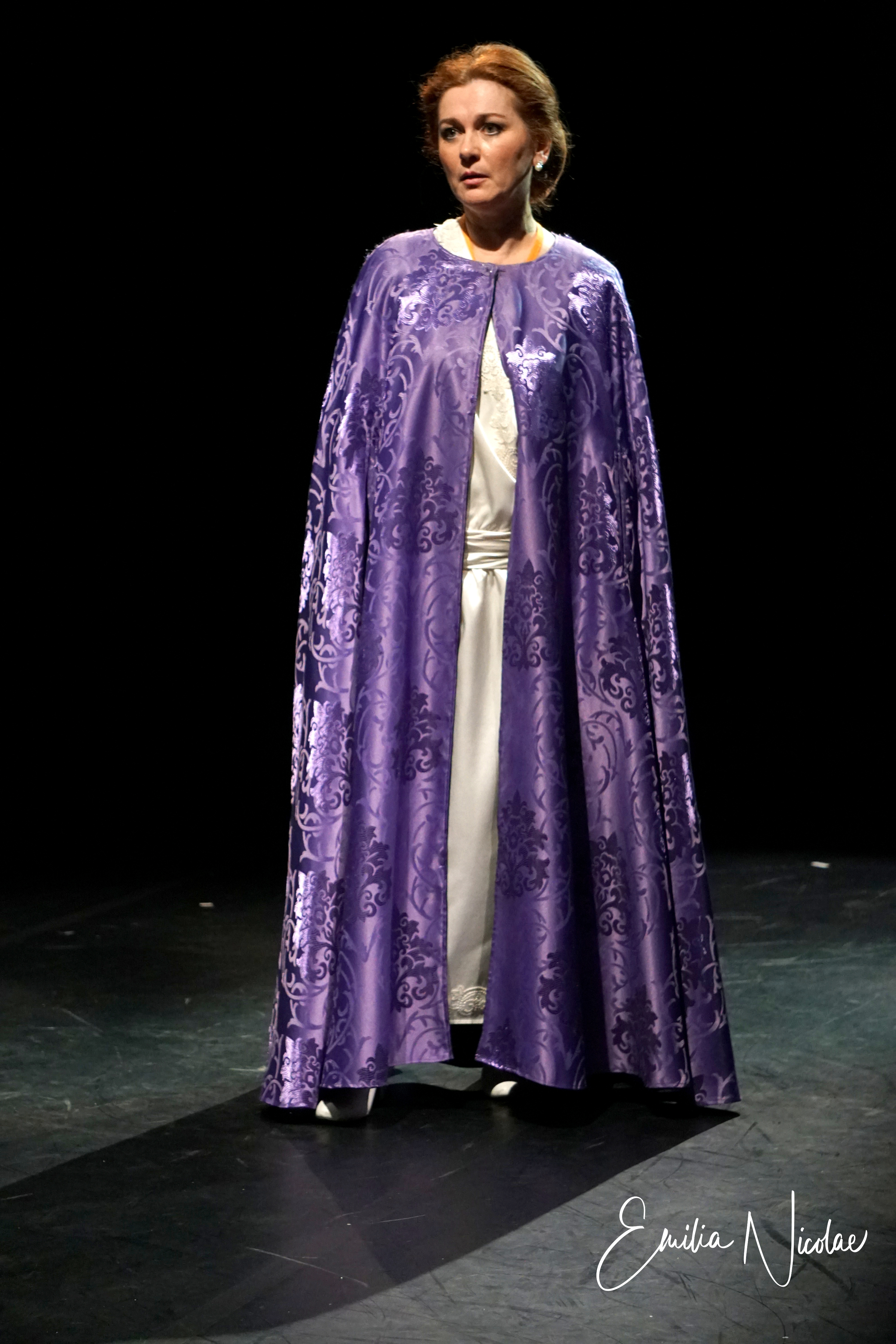
în spectacolul „Regina Maria- jurnal de război”

- „Regina Maria- jurnal de război” după volumele de memorialistică „Maria, Regina României- jurnal de război”, edițiile îngrijite de istoricul Lucian Boia, regia Ștefan Lupu, 2018 (Teatrul Mic)
- „Karamazovii" de Horia Lovinescu și Dan Micu, după romanul „Frații Karamazov" de F.M. Dostoievski, regia Nona Ciobanu, 2017 (Teatrul Mic)
- „Trei Gemeni Venețieni" de Antonio Collalto, regia Nona Ciobanu, 2015 (Teatrul Mic)
- „Visul unei nopți de vară”, după William Shakespeare, regia Gelu Colceag, 2011 (Teatrul Mic)
- „Mantia de stele” de Milorad Pavic, regia Nona Ciobanu, 2010 (Teatrul Mic)
- „Cum iubește cealaltă jumătate” de Alan Ayckbourn, regia Sanda Manu, 2007 (Teatrul Mic)
- „Colonia îngerilor” de Ștefan Caraman, regia Nona Ciobanu, 2007 (Teatrul Mic)
- „Pe gaura cheii” de Joe Orton, regia Moshe Yassur, 2003 (Teatrul Mic)
- „Popcorn” de Ben Elton, regia Răzvan Săvescu, 2001 (Teatrul Mic)
- „Școala femeilor” de J.B Moliere, regia Alexandru Dabija, 1999 (Teatrul Mic)
- „Sonata fantomelor” de August Strindberg, regia Cătălina Buzoianu, 1999 (Teatrul Mic)
- „Bine, mamă, da' ăștia nu povestesc în actu' doi ce se întâmplă în actu'întâi” de Matei Vișniec, regia Nona Ciobanu, 1998 (Teatrul Mic)
- „Noaptea încurcăturilor” de Oliver Goldsmith, regia Petru Vutcărău, 1997 (Teatrul Mic)
- „Cum vă place” de William Shakespeare, regia Nona Ciobanu, 1996 (Teatrul Mic)
- „Cercul” de Artr Schnitzler, regia Dragoș Galgoțiu, 1995 (Teatrul Mic)

- „Încurca-i drace” după „Bădăranii” de Carlo Goldoni, regia Alexandru Repan, Victor Strengaru, 1997 (Studioul Casandra)

- „Pușca de vânătoare” de Yasuhi Inoue, regia Liana Ceterchi, 2001 (Teatrul Act)

- „Playboy” după J.M Synge, regia Nona Ciobanu, 1997 (Teatrul Național „I.L.Caragiale”)

- „All Improviso”, regia Mihai Gruia Sandu, 1997 (Teatrul Nottara)

- „Hotel Mimoza” de Pierre Chesnot, regia Lucian Sabados, 1992 (Teatrul „Toma Caragiu” Ploiești)
- „Robespierre și regele”, de D.R Popescu, regia Emil Mandric, 1993 (Teatrul „Toma Caragiu” Ploiești)